# Ville-Houdlémont
Ville-Houdlémont (en gaumais Ville-dvant-Sinû) est une commune française située dans le département de Meurthe-et-Moselle, en région Grand Est.

## Géographie
|                    | Musson ( Belgique) |       |
| Virton ( Belgique) | Ville-Houdlémont   | Gorcy |
| Saint-Pancré       | Cosnes-et-Romain   |       |

La commune est délimitée au nord et à l’ouest par la frontière franco-belge qui la sépare de la province de Luxembourg. Les villages belges les plus proches sont Signeulx au nord-ouest et Saint-Remy à l’ouest.

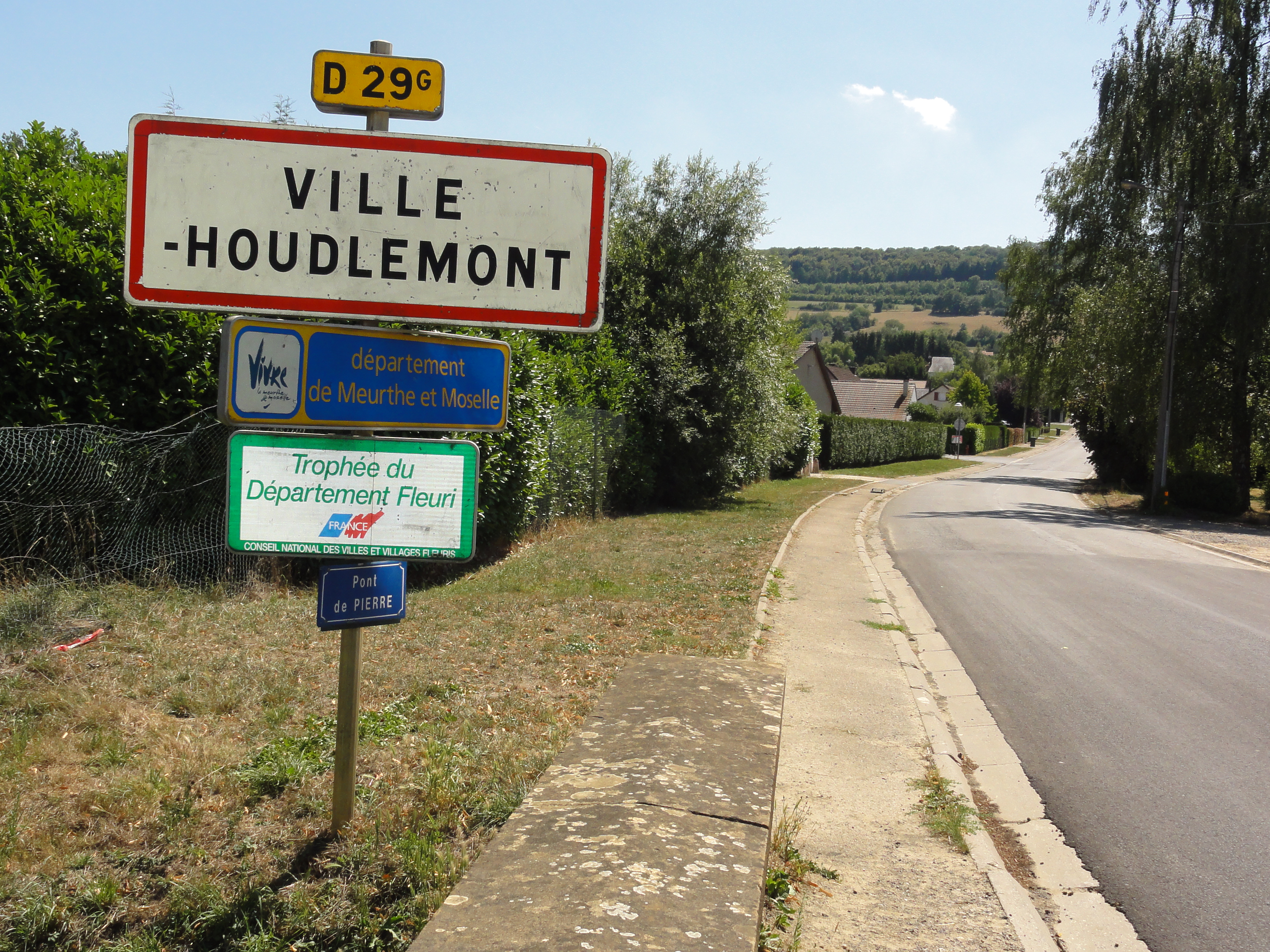
Entrée de Ville-Houdlémont à la frontière.
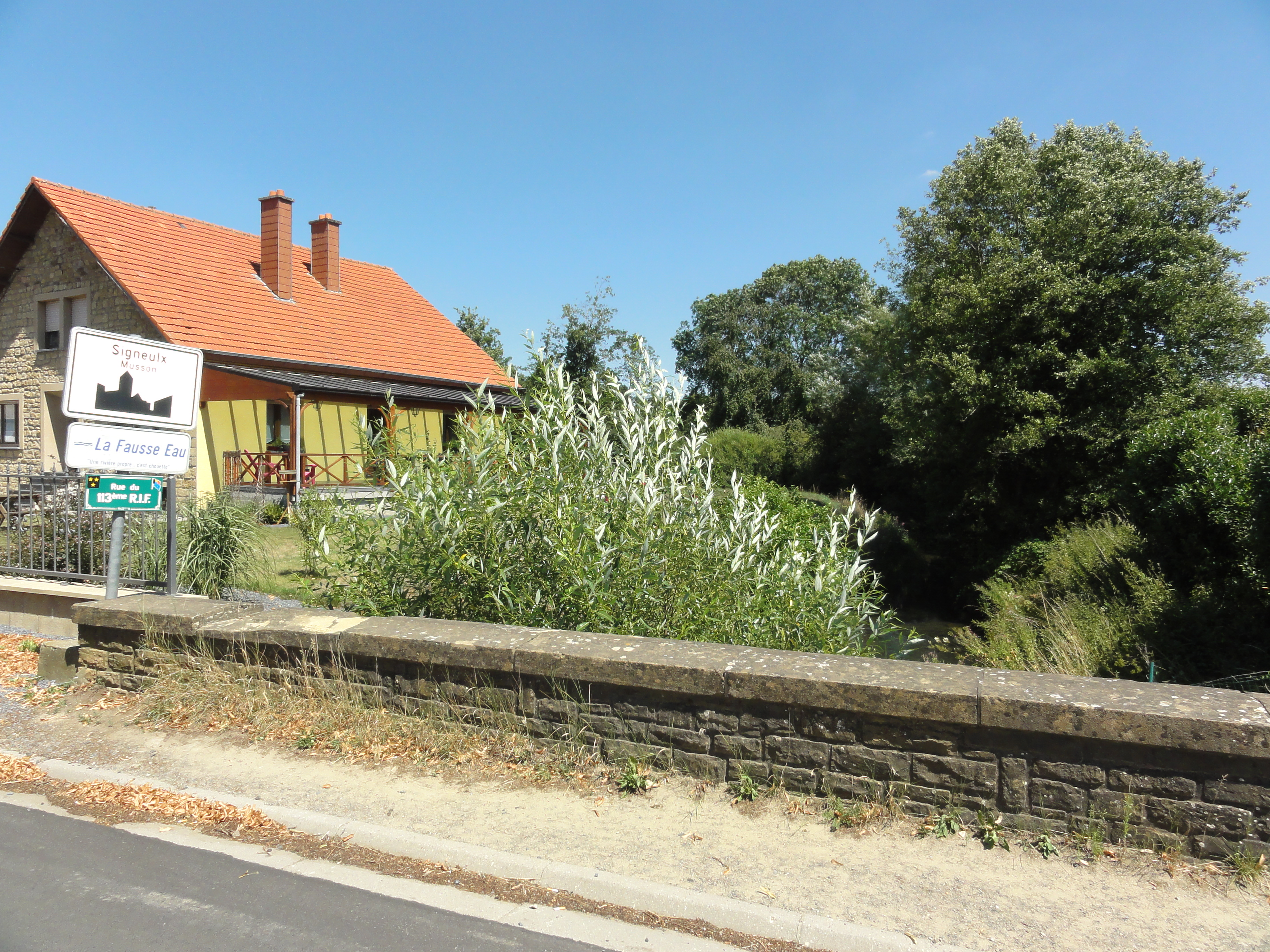
La Vire, rivière-frontière.

### Hydrographie

#### Réseau hydrographique
La commune est dans le bassin versant de la Meuse au sein du bassin Rhin-Meuse. Elle est drainée par la Basse Vire, le ruisseau de Saint Rémy et le ruisseau du Coulmy,.

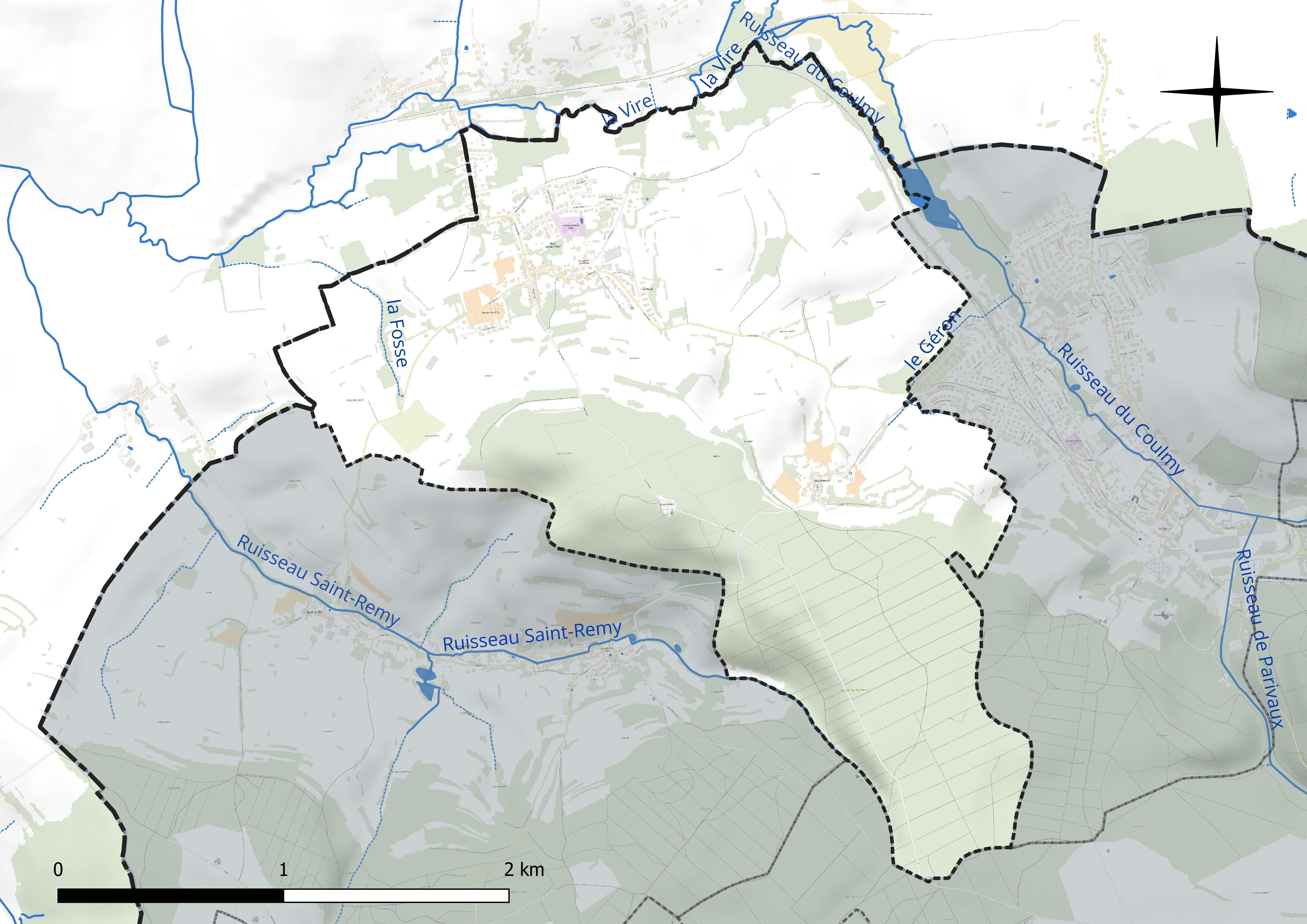
Réseau hydrographique de Ville-Houdlémont.

#### Gestion et qualité des eaux
Le territoire communal est couvert par le schéma d'aménagement et de gestion des eaux (SAGE) « Bassin ferrifère ». Ce document de planification concerne le périmètre des anciennes galeries des mines de fer, des aquifères et des bassins versants hydrographiques associés qui s’étend sur 2 418 km2. Les bassins versants concernés sont celui de la Chiers en amont de la confluence avec l'Othain, et ses affluents (la Crusnes, la Pienne, l'Othain), celui de l'Orne et ses affluents et celui de la Fensch, le Veymerange, la Kiesel et les parties françaises du bassin versant de l'Alzette et de ses affluents (Kaylbach, ruisseau de Volmerange). Il a été approuvé le 27 mars 2015. La structure porteuse de l'élaboration et de la mise en œuvre est la région Grand Est. 
La qualité des cours d’eau peut être consultée sur un site dédié géré par les agences de l’eau et l’Agence française pour la biodiversité. 

### Climat
Pour des articles plus généraux, voir Climat du Grand Est et Climat de Meurthe-et-Moselle.
En 2010, le climat de la commune est de type climat de montagne, selon une étude du Centre national de la recherche scientifique s'appuyant sur une série de données couvrant la période 1971-2000. En 2020, Météo-France publie une typologie des climats de la France métropolitaine dans laquelle la commune est exposée à un climat semi-continental et est dans la région climatique  Lorraine, plateau de Langres, Morvan, caractérisée par un hiver rude (1,5 °C), des vents modérés et des brouillards fréquents en automne et hiver. 
Pour la période 1971-2000, la température annuelle moyenne est de 9,3 °C, avec une amplitude thermique annuelle de 16,4 °C. Le cumul annuel moyen de précipitations est de 931 mm, avec 13 jours de précipitations en janvier et 10 jours en juillet. Pour la période 1991-2020, la température moyenne annuelle observée sur la station météorologique de Météo-France la plus proche, « Villette », sur la commune de Villette à 11 km à vol d'oiseau, est de 10,1 °C et le cumul annuel moyen de précipitations est de 909,4 mm. 
La température maximale relevée sur cette station est de 39 °C, atteinte le 25 juillet 2019 ; la température minimale est de −14,8 °C, atteinte le 20 décembre 2009,,. 
Les paramètres climatiques de la commune ont été estimés pour le milieu du siècle (2041-2070) selon différents scénarios d'émission de gaz à effet de serre à partir des nouvelles projections climatiques de référence DRIAS-2020. Ils sont consultables sur un site dédié publié par Météo-France en novembre 2022.

## Urbanisme

### Typologie
Au 1er janvier 2024, Ville-Houdlémont est catégorisée commune rurale à habitat dispersé, selon la nouvelle grille communale de densité à sept niveaux définie par l'Insee en 2022.
Elle est située hors unité urbaine et hors attraction des villes,.

### Occupation des sols
L'occupation des sols de la commune, telle qu'elle ressort de la base de données européenne d’occupation biophysique des sols Corine Land Cover (CLC), est marquée par l'importance des territoires agricoles (53,9 % en 2018), en diminution par rapport à 1990 (60,1 %). La répartition détaillée en 2018 est la suivante : 
forêts (35,7 %), prairies (33,1 %), terres arables (12,8 %), zones agricoles hétérogènes (8 %), zones urbanisées (7,1 %), zones humides intérieures (3,4 %). L'évolution de l’occupation des sols de la commune et de ses infrastructures peut être observée sur les différentes représentations cartographiques du territoire : la carte de Cassini (XVIIIe siècle), la carte d'état-major (1820-1866) et les cartes ou photos aériennes de l'IGN pour la période actuelle (1950 à aujourd'hui).

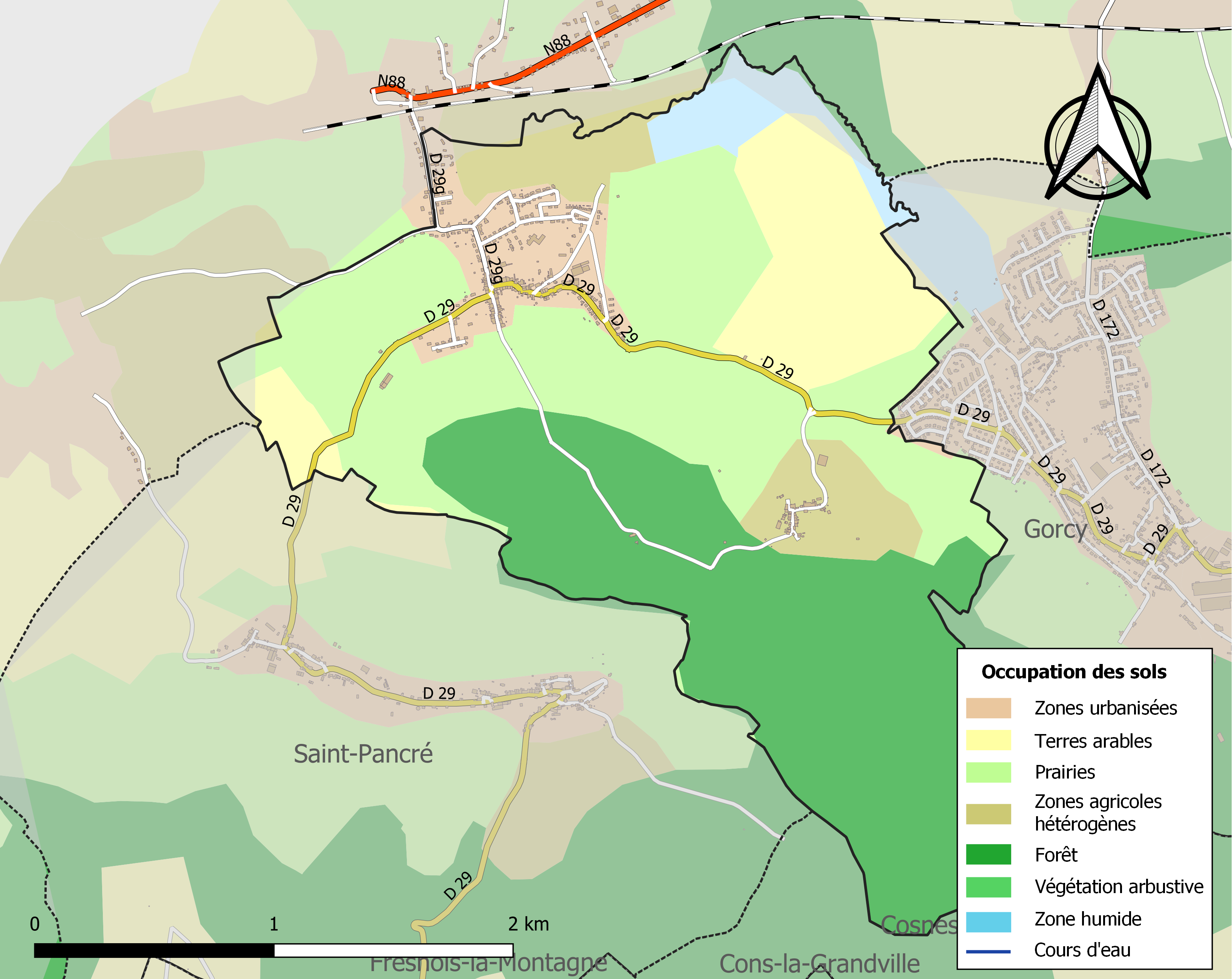
Carte des infrastructures et de l'occupation des sols de la commune en 2018 (CLC).

## Toponymie
Ville-Houdlémont vient de la réunion entre Ville (autrefois dénommé Ville-devant-Signeulx avant le XIXe siècle) et Houdlémont, situés sur le même territoire communal, qui donneront le nom de Ville-Houdlémont.

Le nom de la localité est attesté sous les formes Luedelhout (1299) ; Ville et Houlmont (1571) ; Ville et Houdlemont (1689) ; Ville et Houdelemont (XVIIIe siècle) ; Ville Houdelemont (1749) ; Ville ou Ville devant Sinu ou Signeul (1779).

Ville : du mot villa ; les villas gallo-romaines, mérovingiennes et carolingiennes gagnant en importance pendant le Moyen Âge, le sens évolue vers village, car certaines sont devenues des villages et d'autres des villes. Le nom a progressivement suivi leur évolution et remplacé le latin vicus.
Houdlémont est attesté sous les formes Huldenimons (1075) ; Hauldemont (1606) ; Houdiamont (1626) ; Houdelemont (1659).

## Histoire
Village de l'ancienne province du Barrois, Ville-Houdlémont est une commune constituée par deux anciens noyaux villageois : Houdlémont et plus récemment Ville. Ces deux communautés sont distantes de plusieurs centaines de mètres l'une de l'autre mais partagent aujourd'hui une destinée commune. Il existe notamment un « petit château » au centre de Ville, ancienne maison de maître datant de 1885 et appelée « le château ».

## Politique et administration
| Période                                  | Période                      | Identité                                      | Étiquette | Qualité                |
| ---------------------------------------- | ---------------------------- | --------------------------------------------- | --------- | ---------------------- |
| Les données manquantes sont à compléter. |                              |                                               |           |                        |
| 1959                                     | 1965                         | Roger Mangé                                   |           |                        |
| 1965                                     | 1971                         | André Langlois                                |           |                        |
| 1971                                     | 1983                         | Roger Mangé                                   |           |                        |
| 1983                                     | 1989                         | Roger Mangé / Louis Fedeli                    |           |                        |
| 1989                                     | 2001                         | André Langlois                                |           | Maire Honoraire (2001) |
| mars 2001                                | En cours (au 7 juillet 2020) | Laurent Verron Réélu pour le mandat 2020-2026 | PS        | Ancien agriculteur     |

## Population et société

### Démographie
L'évolution du nombre d'habitants est connue à travers les recensements de la population effectués dans la commune depuis 1793. Pour les communes de moins de 10 000 habitants, une enquête de recensement portant sur toute la population est réalisée tous les cinq ans, les populations de référence des années intermédiaires étant quant à elles estimées par interpolation ou extrapolation. Pour la commune, le premier recensement exhaustif entrant dans le cadre du nouveau dispositif a été réalisé en 2004.

En 2022, la commune comptait 705 habitants, en évolution de +8,13 % par rapport à 2016 (Meurthe-et-Moselle : −0,13 %, France hors Mayotte : +2,11 %).
| 1793 | 1800 | 1806 | 1821 | 1836 | 1841 | 1861 | 1866 | 1872 |
| ---- | ---- | ---- | ---- | ---- | ---- | ---- | ---- | ---- |
| 270  | 239  | 325  | 422  | 510  | 580  | 556  | 515  | 499  |

| 1876 | 1881 | 1886 | 1891 | 1896 | 1901 | 1906 | 1911 | 1921 |
| ---- | ---- | ---- | ---- | ---- | ---- | ---- | ---- | ---- |
| 507  | 497  | 472  | 462  | 455  | 472  | 475  | 456  | 400  |

| 1926 | 1931 | 1936 | 1946 | 1954 | 1962 | 1968 | 1975 | 1982 |
| ---- | ---- | ---- | ---- | ---- | ---- | ---- | ---- | ---- |
| 355  | 348  | 347  | 329  | 332  | 332  | 520  | 504  | 512  |

| 1990 | 1999 | 2004 | 2006 | 2009 | 2014 | 2019 | 2022 | - |
| ---- | ---- | ---- | ---- | ---- | ---- | ---- | ---- | - |
| 504  | 531  | 566  | 572  | 618  | 656  | 683  | 705  | - |

## Économie
Le village est dépendant du Grand-Duché du Luxembourg et fourni de nombreux travailleurs frontaliers.

## Culture locale et patrimoine

### Lieux et monuments
- Église Saint-Denis de Ville-Houdlémont, église paroissiale, isolée au milieu de la forêt. Église commune à Ville-Houdlémont, Saint-Pancré et Bure-la-Ville jusqu'à une date inconnue au XIXe siècle, construite en 1547 dont il subsiste une partie de la tour clocher. Tour clocher exhaussée en 1756 (date portée par la corniche de la façade ouest). Nef reconstruite dans le courant du XVIIIe siècle. Chœur agrandi en 1830 et construction de deux sacristies de chaque côté du chœur. Repercement des baies de la nef en 1831, pour les mettre en conformité avec celles du chœur. Maison du garde-chapelle au sud de l'église transformée dans le courant du XIXe siècle. À noter que l'on a retrouvé jadis sur ce site, une fresque de la déesse gauloise Épona.
- Le calvaire du cimetière.
- Ancien ermitage du XVIIIe siècle dans l'enceinte de l'église (cimetière).
- Monument aux morts.
- Cimetière militaire (nécropole nationale) de la Première Guerre mondiale (bataille des Frontières en août 1914).
- Trois lavoirs couverts traditionnels.
- La forêt communale de Ville-Houdlémont

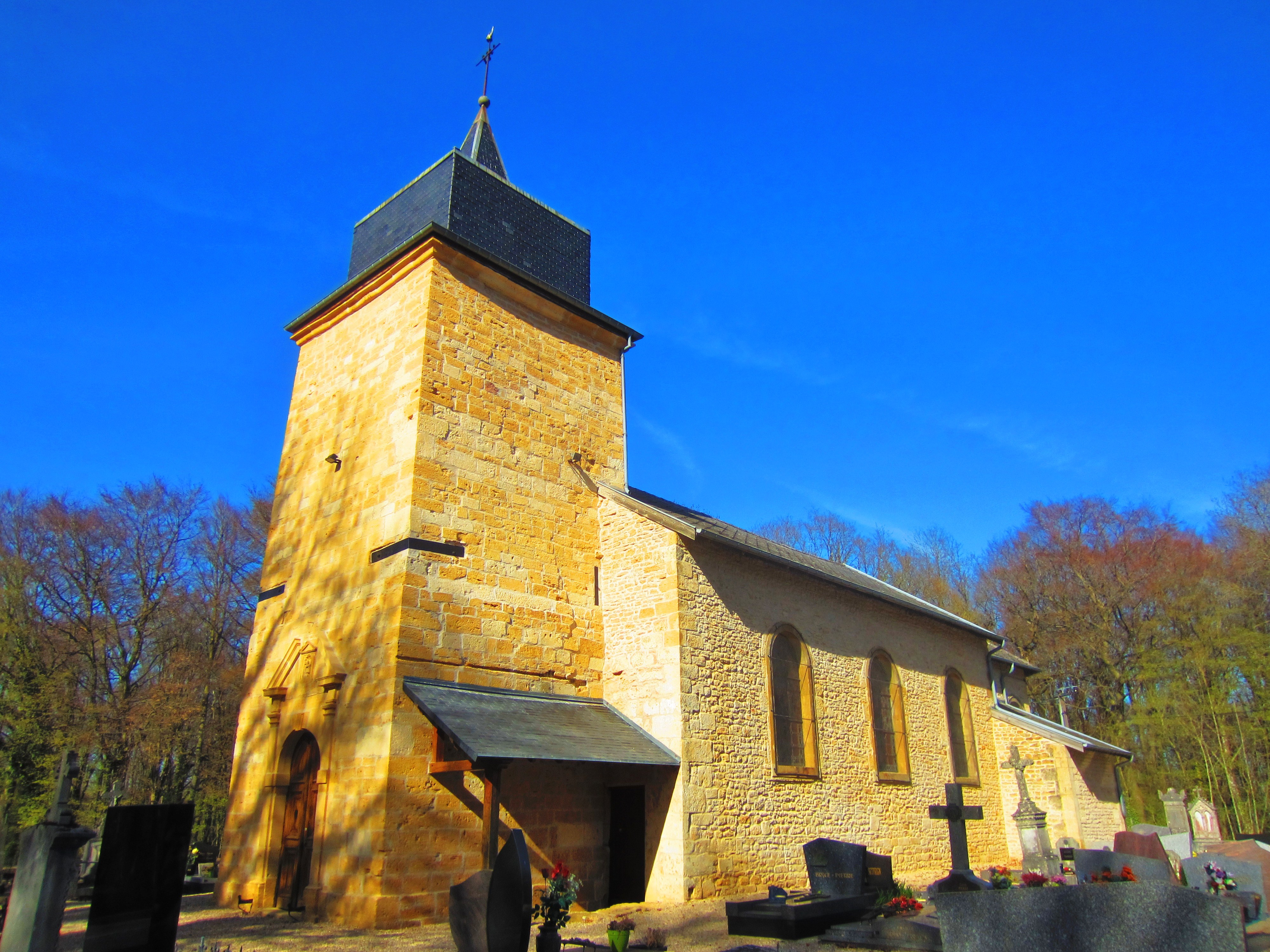
L'église Saint-Denis.
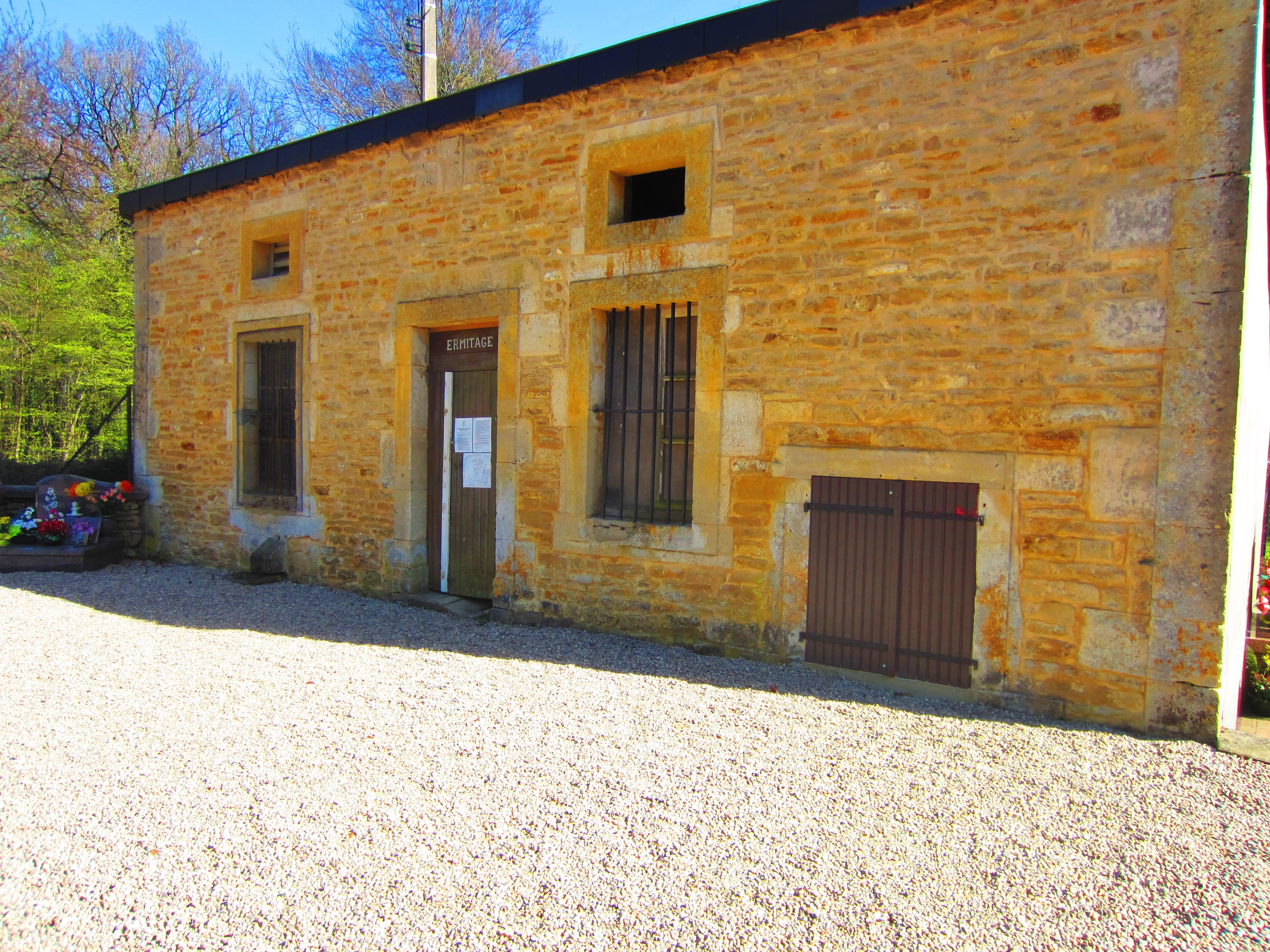
L'ancien ermitage.
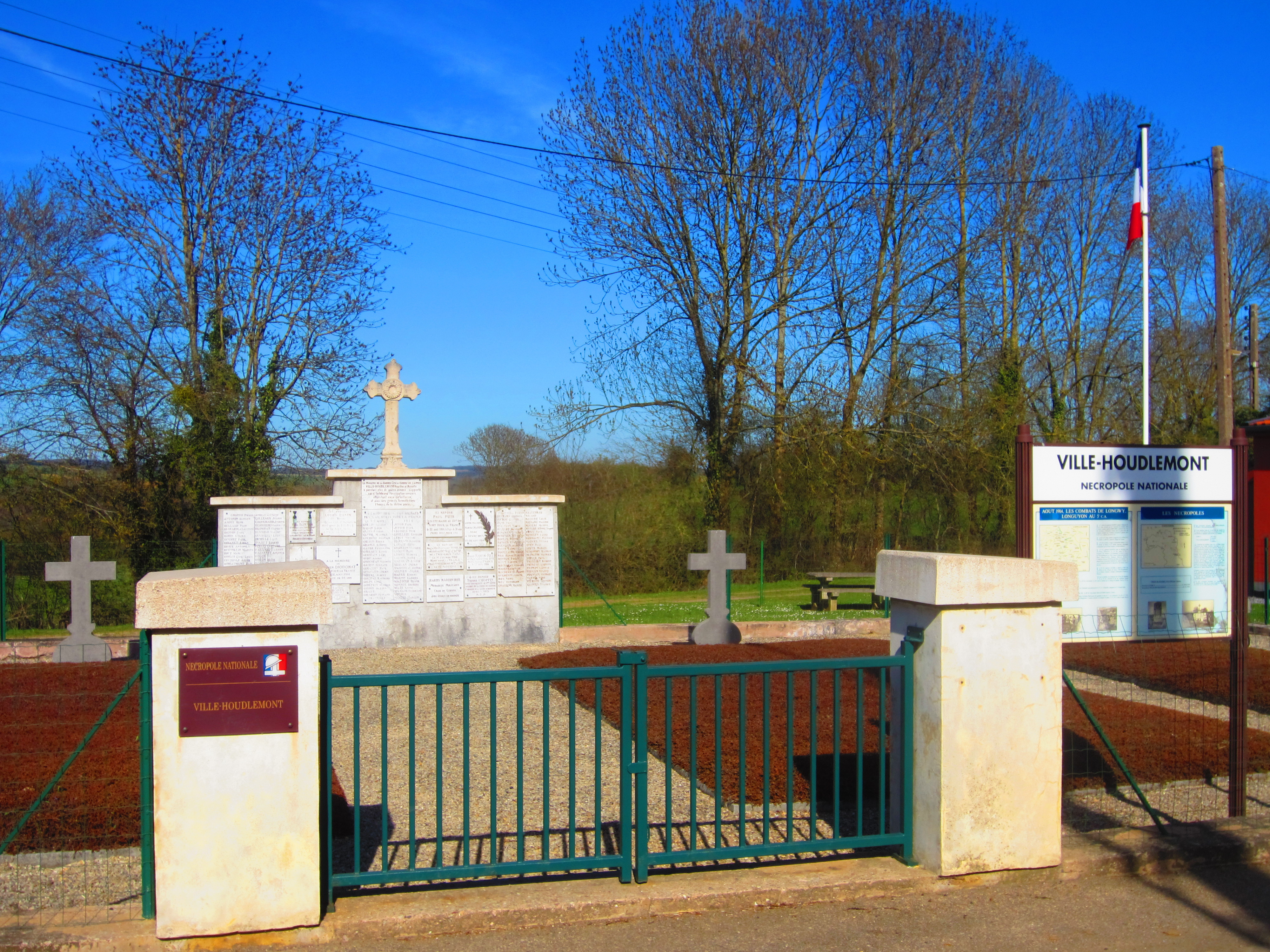
Le cimetière militaire.
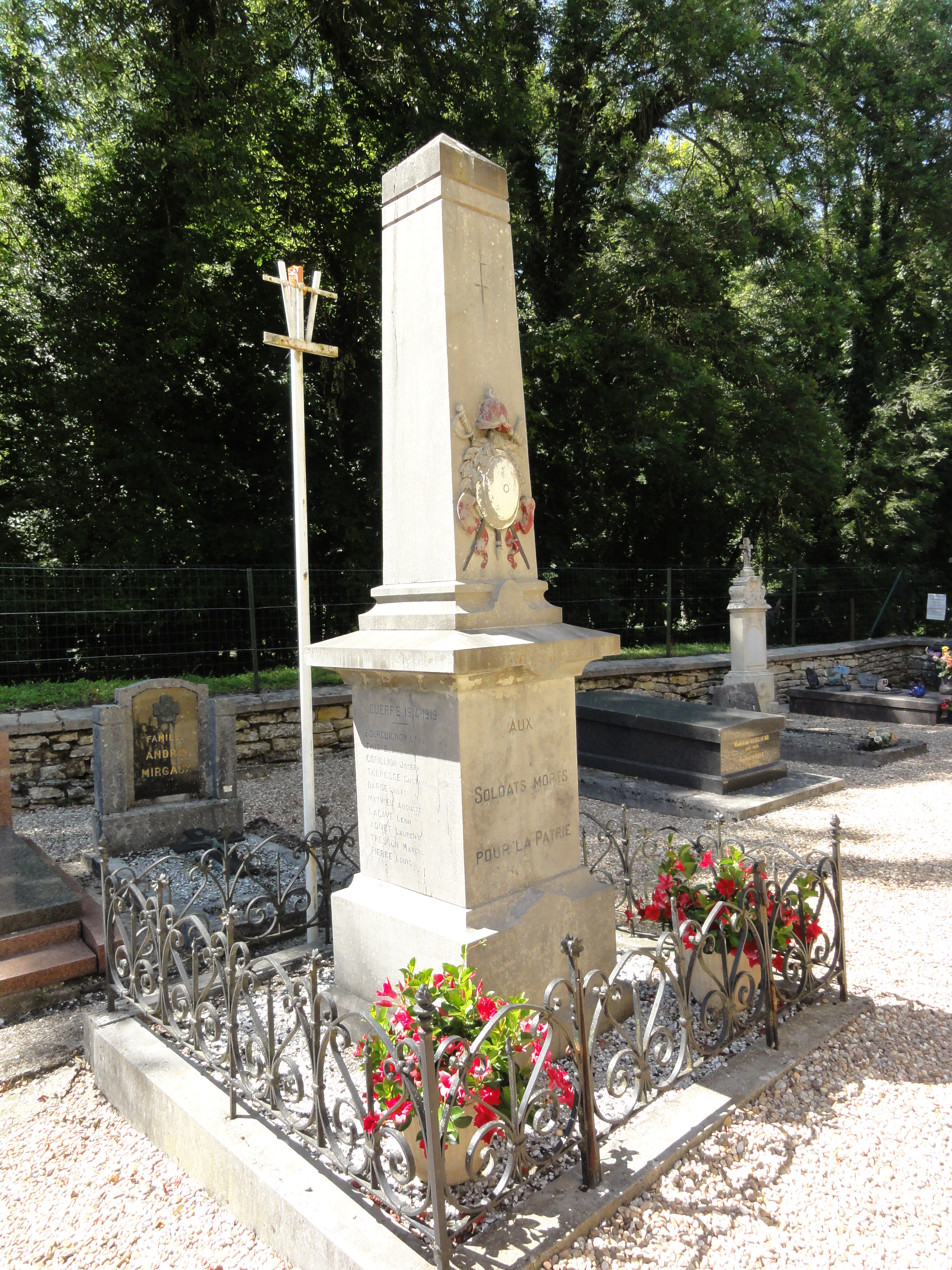
Le monument aux morts.
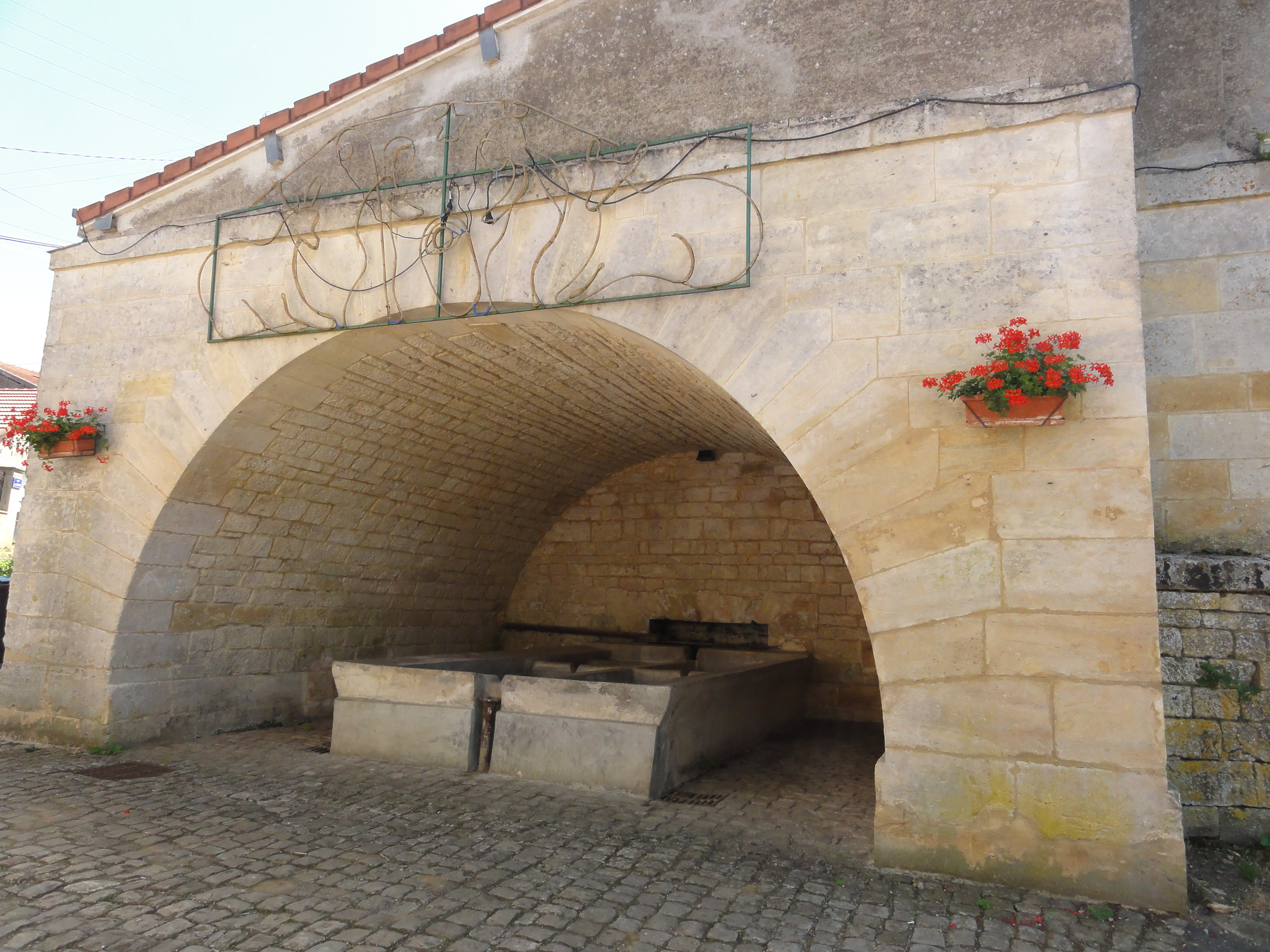
Lavoir de Houdlémont.
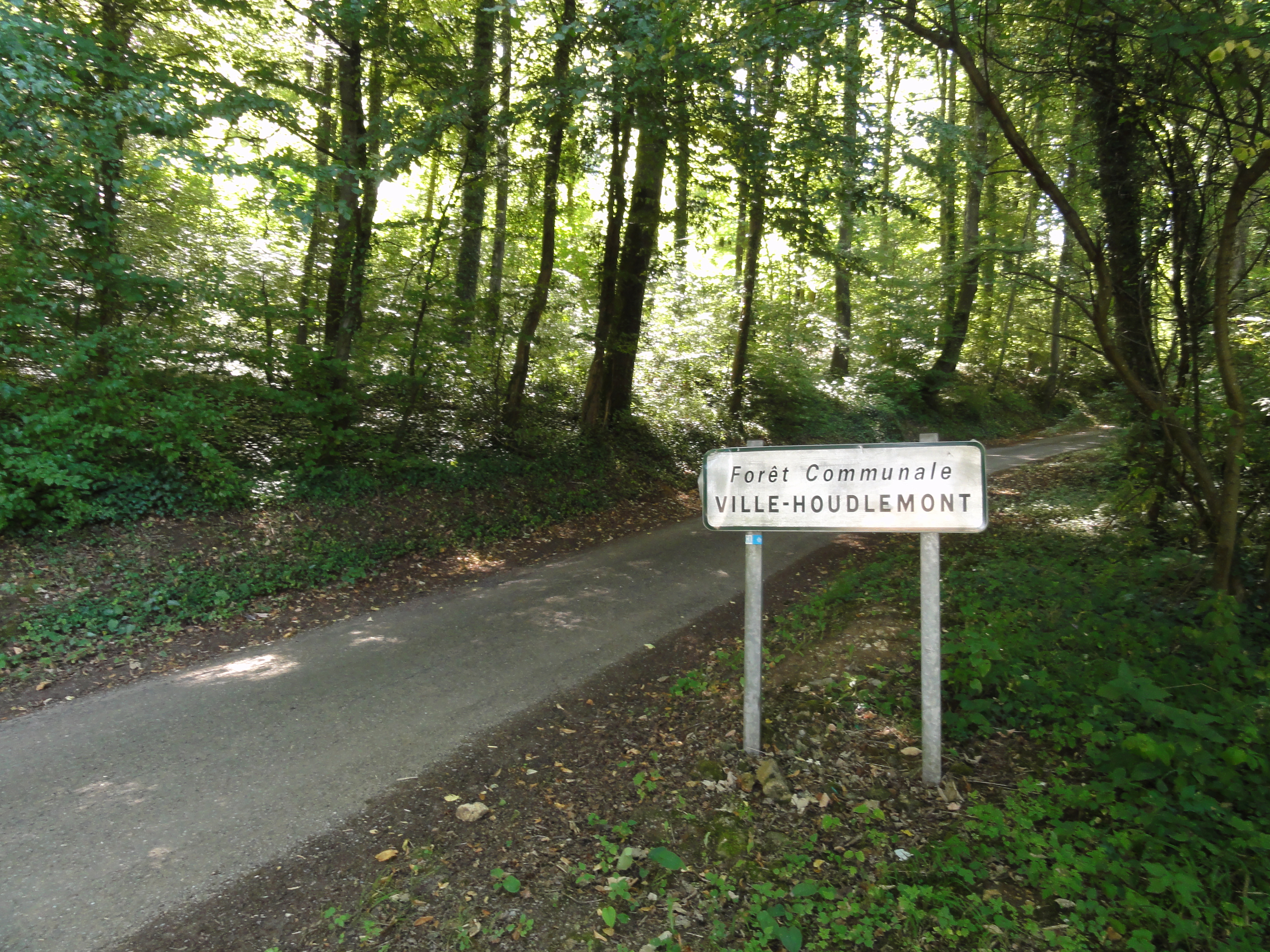
La forêt communale.

### Personnalités liées à la commune
- Laurent Torregrossa, né en 1964, marié et résidant à Ville-Houdlémont, peintre franco-canadien.

### Héraldique, logotype et devise
| Blason de Ville-Houdlémont | Blason  | D'or à la bande de gueules chargée de trois alérions d'argent, accostée de deux cotices ondées, celle de dextre d'azur et celle de senestre de sinople, le tout accosté de deux étoiles à huit branches d'azur. |
| Blason de Ville-Houdlémont | Détails | La bande et les deux cotices indiquent que la commune est en Meurthe-et-Moselle. La cotice d'azur symbolise la Vire, et celle de sinople les collines boisées d'Houdlemont. Les étoiles rappellent la Belgique tout proche qui possédait Ville Houdlemont avant le traité de Marville de 1602. Le statut officiel du blason reste à déterminer. |